# Enzo Goudou-Sinha
Enzo Goudou-Sinha, né le 26 novembre 1998 à Cahors en France, est un joueur français de basket-ball. Il évolue au poste de meneur.

## Biographie

### Famille
Enzo est né à Cahors en novembre 1998 où ses parents, originaires de la région de Tours, ont emménagé après que le père, Olivier Goudou-Sinha, lui même basketteur de haut niveau, ait été recruté par le club de Cahors Sauzet Basket (National 3) à la fin des années 1990. Il y termine sa carrière sportive et il y est resté très actif par la suite, entraînant l'équipe première lors de la saison 2018-2019 (Pré-national). C'est sur les parquets Tourangeaux qu'Olivier a rencontré la mère d'Enzo : Nathalie Depauw, elle-même basketteuse amatrice, notamment au Pradines Luzech Basket en Honneur régionale (club devenu "Pradines Lot Basket" aujourd'hui).

### SLUC Nancy (2016-2021)
Après quelques apparitions en Pro A avec le SLUC en 2016, Enzo Goudou-Sinha signe son premier contrat professionnel à 19 ans pour la saison 2017-2018.

### Champagne Basket (2021-2022)
Le 19 juin 2021, il s'engage pour deux saisons avec le Champagne Basket en Betclic Élite.

## Palmarès
- 4e du championnat d'Europe -20 ans 2018
- 3e du championnat d'Europe -20 ans 2017
- Champion de France espoir 2017 (SLUC Nancy)
- Vainqueur du Trophée du futur 2017 (SLUC Nancy)
- MVP du Trophée du futur 2017 (SLUC Nancy)